# Eurovision Young Musicians 2010
Het Eurovision Young Musicians 2010 was de vijftiende editie van het muziekfestival en de finale vond plaats op 14 mei 2010 in het Rathausplatz in Wenen. Tevens organiseerde Oostenrijk het festival voor de derde maal op rij. 

## Jury

### Finale
Péter Eötvös
 Werner Hink
 Alexei Ogrintchouk
 Cristina Ortiz
 Ben Pateman

### Halve finale
Werner Hink
 Ranko Markovic
 Aleksandar Markovic
 Ingela Øien
 Hüseyin Sermet

## Uitslag

### Finale
| Plaats | Land        | Muzikant           | Instrument |
| ------ | ----------- | ------------------ | ---------- |
| 1      | Slovenië    | Eva-Nina Kozmus    | Fluit      |
| 2      | Noorwegen   | Guro Kleven-Hagen  | Viool      |
| 3      | Rusland     | Daniil Trifonov    | Piano      |
| -      | Duitsland   | Hayrapet Arakelyan | Saxofoon   |
| -      | Kroatië     | Filip Merčep       | Pecussie   |
| -      | Polen       | Bartosz Głowacki   | Accordeon  |
| -      | Wit-Rusland | Ivan Karizna       | Cello      |

### Eerste halve finale
| Land                | Artiest              | Instrument | Resultaat      |
| ------------------- | -------------------- | ---------- | -------------- |
| Cyprus              | Lambis Pavlou        | Piano      | uit            |
| Duitsland           | Hayrapet Arakelyan   | Saxofoon   | gekwalificeerd |
| Nederland           | Dana Zemtsov         | Viool      | uit            |
| Roemenië            | Ştefan Cazacu        | Cello      | uit            |
| Rusland             | Daniil Trifonov      | Piano      | gekwalificeerd |
| Slovenië            | Eva-Nina Kozmus      | Fluit      | gekwalificeerd |
| Verenigd Koninkrijk | Peter Moore          | Trombone   | uit            |
| Zweden              | Mattias Hanskov Palm | Contrabas  | uit            |

### Tweede halve finale
| Land        | Artiest                  | Instrument | Resultaat      |
| ----------- | ------------------------ | ---------- | -------------- |
| Griekenland | Konstantinos Destounis   | Piano      | uit            |
| Kroatië     | Filip Merčep             | Percussie  | gekwalificeerd |
| Noorwegen   | Guro Kleven Hagen        | Viool      | gekwalificeerd |
| Oostenrijk  | Marie-Christine Klettner | Viool      | uit            |
| Polen       | Bartosz Głowacki         | Accordeon  | gekwalificeerd |
| Tsjechië    | Lukáš Dittrich           | Klarinet   | uit            |
| Wit-Rusland | Ivan Karizna             | Cello      | gekwalificeerd |

## Wijzigingen

Deelnemende landen
Landen die zich niet voor de finale kwalificeerden
Landen die in het verleden deelgenomen hebben, maar dit jaar afwezig zijn

### Debuterende landen
- Wit-Rusland

### Terugkerende landen
- Tsjechië

### Terugtrekkende landen
- Finland
- Oekraïne
- Servië

1982 · 1984 · 1986 · 1988 · 1990 · 1992 · 1994 · 1996 · 1998 · 2000 · 2002 · 2004 · 2006 · 2008 · 2010 · 2012 · 2014 · 2016 · 2018 · 2022 · 2024
Zie ook: Eurovisiedansfestival · Eurovisiesongfestival · Junior Eurovisiesongfestival · Eurovision Young Dancers · Eurovision Choir